# Rio Cubleş (Almaş)
O Rio Cubleş (Almaş) é um rio da Romênia, afluente do Bozolnicu, localizado no distrito de Sălaj.